# Amirafra collaris
Amirafra collaris é uma espécie de ave da família Alaudidae.
Pode ser encontrada nos seguintes países: Etiópia, Quénia e Somália.
Os seus habitats naturais são: campos de gramíneas subtropicais ou tropicais secos de baixa altitude.